# San Lorenzo in Banale
San Lorenzo in Banale är en ort och frazione i kommunen San Lorenzo Dorsino i provinsen Trento i regionen Trentino-Sydtyrolen i Italien. 
San Lorenzo in Banale upphörde som kommun den 1 januari 2015 och bildade med den tidigare kommunen Dorsino den nya kommunen San Lorenzo Dorsino. Den tidigare kommunen hade 1 154 invånare (2014).